# Вера Ичкова-Пасева
Вера Ичкова-Пасева е българска общественичка, участничка в акцията по спасяването на българските евреи.

## Биография
През 1942 г. укрива семейния си приятел Яков Леви, който търговец от еврейски произход в София, изпратен в трудов лагер и синът му – 7-годишният Нисим. Успява да осигури фалшиви документи на Яков, който не напуска апартамента ѝ с месеци наред. Представя Нисим за свой племенник, за да може да излиза навън от време на време.
В края на 1943 г., по време на въздушните бомбардировки над София, тримата се евакуират в село Пещера. Яков и Нисим напускат България през 1949 г. и се установяват в Израел, но продължават да поддържат връзка с Вера. Тя се омъжва, но няма деца, затова винаги счита Нисим за свой син. Не приема възнаграждения за своята помощ. На 4 март 1987 г. израелската комисия към Държавния институт „Яд Вашем“ я провъзгласява за „Праведник на света“.